# トーマス・フランシス・マハー
トーマス・フランシス・マハー（Thomas Francis Meagher、1823年8月3日 - 1867年7月1日）は、アイルランドのウォーターフォード県ウォーターフォードで生まれたアイルランドの民族主義者、南北戦争時の北軍准将、アメリカの政治家。
若い時は革命家としてアイルランドのイギリスからの独立のために戦う。この時に現在のアイルランドの国旗となる旗を初めて使う。1848年に反逆罪でイギリス政府により死刑宣告を受けるが、後にオーストラリアのタスマニアに流刑となる。
1852年にアメリカに逃亡し、ニューヨークに着く。そこで法律とジャーナリズムを学び講義をした。南北戦争が始まると軍隊に志願し、准将まで上り詰め、特にアイリッシュ・ブリゲイド（旅団、Irish Brigade）を組織し指揮したことで知られる。南北戦争後はモンタナ準州の知事代理となる。1867年に原因不明の事故でミズーリ川で蒸気船から落ちて溺死する。